# Bötzingen
Bötzingen es un municipio en el distrito de Brisgovia-Alta Selva Negra en el suroeste de Baden-Wurtemberg, Alemania.

## Geografía
Está ubicado en la ladera sureste del Monte Kaiserstuhl.

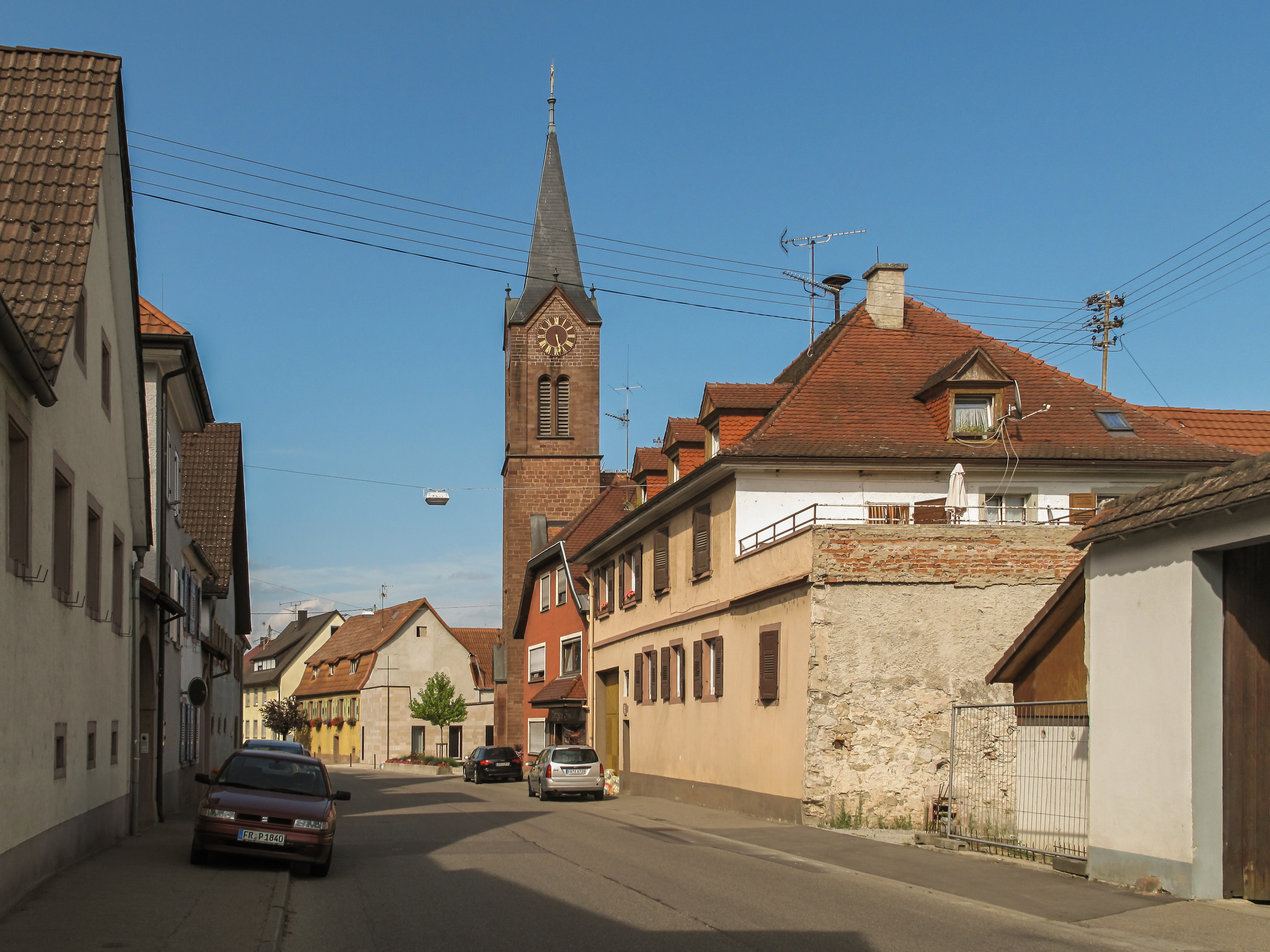
Bötzingen, la iglesia protestante en la calle

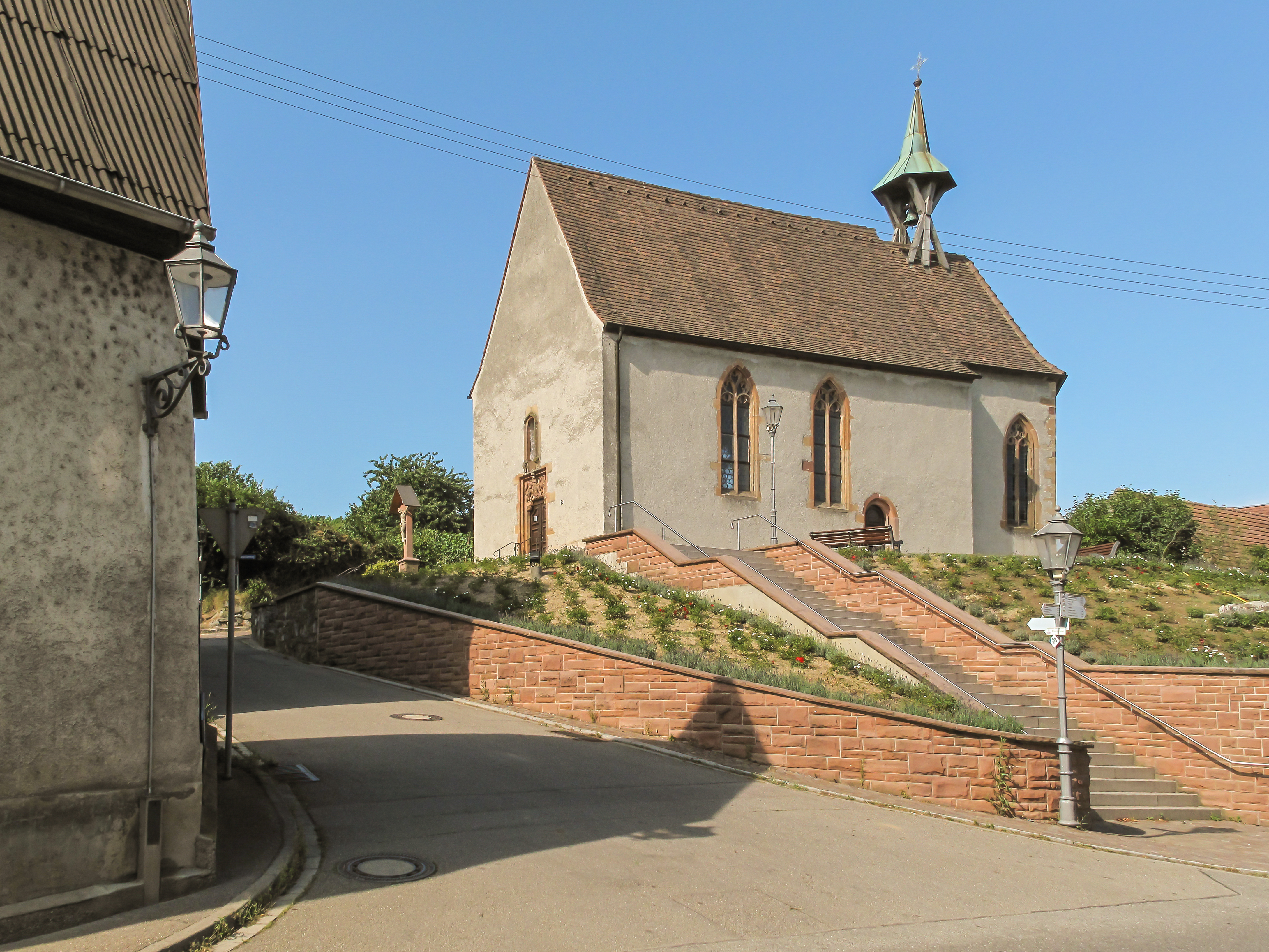
Bötzingen, la capilla: Sankt Alban Kapelle

### Estructura administrativa
Al municipio pertenecen los pueblos Bötzingen y Oberschaffhausen que se fusionaron en 1838.